# 20 минути
„20 минути“ (на турски: 20 Dakika) е турски сериал.

## Актьорски състав
- Туба Бююкюстюн – Мевре Асландогу/Мелек Халаскар
- Илкер Аксум – Али Халаскар
- Метин Чекмез – Неджметин Солмаз
- Фърат Челик – Озан Чевикоолу
- Ипек Билгин – Сюрея Гюрок
- Мирай Акай – Дуру Халаскар
- Йозгюр Еге Налджъ – Яагъз Халаскар
- Бюлент Емин Ярар – Месут Билалоглу
- Мюжде Узман – Юмит Билалоглу
- Айтен Унджуоглу – Зейнеп Халаскар
- Джихат Тамер – Недим Халаскар
- Гюнай Караджаоглу – Скорпионката
- Мехмет Есен – Фехми Батумлу
- Ушан Чакър – Йозгюр Еркьосе
- Дефне Каялар – Дерин Солмаз
- Мурат Просчилер – Керим Солмаз
- Енис Айбар – Музафер
- Ерджюмент Аджар – Халил
- Гьокче Айтач Йозйол – Серпил Ергюноолу
- Йозлем Тюрай – Есма Бакърай
- Бегюм Аккая – Зелиха Башески
- Сюрея Гюзел – Йозлем Арсанлъ
- Есра Аккая – Мирел Мизрахи
- Перихан Еренер – Аслъ Танбаш
- Бурак Йьорюк – Тайфур Солмаз
- Джунейт Карадурак – Текин
- Толга Саръташ – Ферди

## В България
В България сериалът започва излъчване на 27 април 2020 г. по TDC (Timeless Drama Channel/Timeless Dizi Channel) и завършва на 16 юли. Дублажът е на студио „Медиа Линк“ и ролите се озвучават от Таня Димитрова, Петя Абаджиева, Кирил Ивайлов, Любомир Младенов и Тодор Георгиев.